# دانشگاه گرایفسوالت

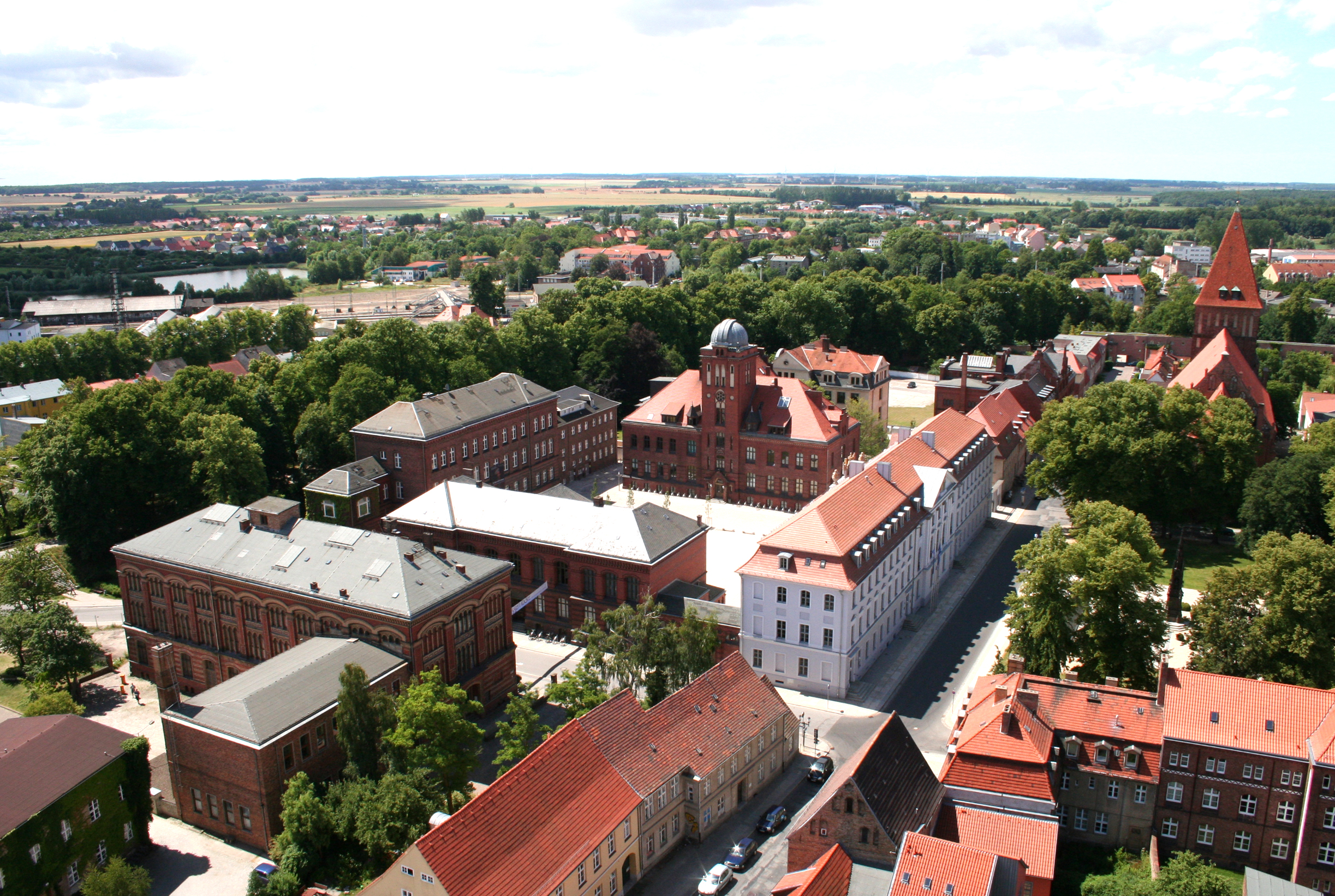
پردیس قدیمی دانشگاه گرایفسوالت

دانشگاه گرایفسوالت (تلفظ آلمانی: [ˈɡʁaɪfsvalt] ؛ آلمانی: Universität Greifswald) یک دانشگاه تحقیقاتی دولتی در گرایفسوالت واقع در ایالت مکلنبورگ-فورپومرن آلمان است که در سال ۱۴۵۶ میلادی بنیان‌نهاده شده‌است.